# Фигуровский, Юрий Николаевич
Юрий Николаевич Фигуровский (17 марта 1925, Чухлома, Костромская губерния — 15 февраля 2005, Москва) — советский хозяйственный, государственный и политический деятель,  конструктор военной радиолокационной техники, генеральный директор - генеральный конструктор Научно-производственного объединения «Фазотрон» Министерства радиопромышленности СССР, Москва. Герой Социалистического Труда. Лауреат Ленинской премии (1963), Государственной премии.

## Биография
Родился 17 марта 1925 года в городе Чухлома Костромской губернии, ныне в составе Костромской области Член КПСС.
С 17 лет участник Великой Отечественной войны.    После окончания курсов радиотелеграфистов служил в 44 отдельном полку связи.
После Победы и увольнения в запас продолжил учёбу. В 1951 году окончил Московский энергетический институт имени В.М. Молотова. С 1951 года трудился в конструкторском бюро № 1 (затем именовалось п/я 1323, впоследствии - НПО «Алмаз»): инженер, ведущий инженер, заместитель начальника лаборатории, начальник лаборатории, с 1956 года - заместитель главного конструктора. Участвовал в разработке радиолокаторов для системы противовоздушной обороны Москвы С-25 и для зенитно-ракетного комплекса С-75. С 1957 года - первый заместитель главного конструктора зенитно-ракетного комплекса С-125.
В 1962 году был переведён в Особое конструкторское бюро № 15 Министерства радиотехнической промышленности (с того же 1962 года - «Конструкторское бюро радиостроения», ныне - «Научно-исследовательский институт приборостроения имени В.В. Тихомирова») (г. Жуковский Московской области). Под его руководством завершались работы по разработке и проводились испытания зенитно-ракетного комплекса «Куб» (принят на вооружение в 1965 году) и его многочисленных модернизаций.
С 1969 года - генеральный директор - генеральный конструктор НИИ аппаратостроения Министерства авиационной промышленности СССР, которое занималось разработкой бортовых радиолокационных станций для истребительной авиации. В декабре 1969 года было принято решение о создании на базе ряда НИИ Научно-производственного объединения «Фазотрон», а Ю.Н. Фигуровский был назначен его генеральным директором - генеральным конструктором. В этом НПО была объединена разработка радаров для большинства истребителей-перехватчиков и истребителей фронтовой авиации конструкторских бюро «МиГ», Сухого, Яковлева. Крупный специалист в области радиолокации, в том числе разработал теоретические основы конструирования и применения РЛС.
За выдающиеся заслуги в выполнении пятилетнего плана и создании новых образцов вооружения Указом Президиума Верховного Совета СССР («закрытым») от 26 апреля 1971 года Фигуровскому Юрию Николаевичу присвоено звание Героя Социалистического Труда с вручением ордена Ленина и золотой медали «Серп и Молот».
С 1978 года - заместитель генерального директора по научной работе НПО «Взлёт» Министерства радиопромышленности СССР (город Солнцево Московской области), сосредоточившись на создании бортовой радиолокационной аппаратуры для вертолётной техники. С 1991 года - директор Особого технического бюро в НПО «Взлёт». С 1997 года - главный специалист ЗАО «Научно-технический центр системного моделирования» (Москва).
Доктор технических наук. Профессор. Автор 260 научных работ и 5 изобретений.
Скончался 15 февраля 2005 года. Похоронен на кладбище «Ракитки».

## Награды
- Золотая медаль «Серп и Молот» (26.04.1971)
- Орден Ленина (26.04.1971)
- Орден Трудового Красного Знамени (25.07.1958)
- Орден Трудового Красного Знамени (29.07.1966)
- Орден Отечественной войны II степени (11.03.1985)[3]
- Орден Знак Почёта (20.04.1956)
- Медаль «В ознаменование 100-летия со дня рождения Владимира Ильича Ленина» (6 апреля 1970)
- Медаль «За доблестный труд»
- Медаль «За победу над Германией в Великой Отечественной войне 1941—1945 гг.» (9 мая 1945[4])
- Юбилейная медаль «Двадцать лет Победы в Великой Отечественной войне 1941—1945 гг.» (7 мая 1965[5])
- Юбилейная медаль «Тридцать лет Победы в Великой Отечественной войне 1941—1945 гг.»[6]
- Медаль «Сорок лет Победы в Великой Отечественной войне 1941-1945 гг.»[7]
- Медаль Жукова (1994)
- Юбилейная медаль «50 лет Победы в Великой Отечественной войне 1941—1945 гг.»[8]
- Медаль «Ветеран труда»
- Медаль «30 лет Советской Армии и Флота»[9]
- Юбилейная медаль «40 лет Вооружённых Сил СССР»[10]
- Юбилейная медаль «50 лет Вооружённых Сил СССР» (26 декабря 1967[11])
- Юбилейная медаль «60 лет Вооружённых Сил СССР» (28 января 1978[12])
- Юбилейная медаль «70 лет Вооружённых Сил СССР» (28 января 1988[13])
- Знак «Гвардия»
- Знак МО СССР «25 лет Победы в Великой Отечественной войне» (24 апреля 1970)

## Память
- На могиле установлен надгробный памятник.
- Его имя увековечено в Главном Храме Вооружённых сил России, и навсегда запечатлено на мемориале «Дорога памяти»